# Штул
Штул (лезг. Штул) —   село в Курахском районе Дагестана. Административный центр сельского поселения Сельсовет «Штульский».

## Географическое положение
Расположено в 12 км к юго-востоку от районного центра с. Курах на реке Курах.

## Население
| 1895 | 1926 | 1939 | 1970 | 1989 | 2002 | 2010 |
| ---- | ---- | ---- | ---- | ---- | ---- | ---- |
| 110  | ↗793 | ↘457 | ↘251 | ↘189 | ↗275 | ↘258 |
| 2021 |      |      |      |      |      |      |
| ↗386 |      |      |      |      |      |      |

Моноэтническое лезгинское село.